# Israel Luna
Israel Luna, né le 23 mars 2002 à San Luis Potosí au Mexique, est un footballeur mexicain qui joue au poste de milieu offensif avec le CF Pachuca.

## Carrière

### En club
Israel Luna est formé par le CF Pachuca, qu'il rejoint à l'âge de 15 ans après plusieurs essais infructueux. Il devient par la suite l'un des plus prometteur jeunes du club.

### En sélection nationale
En octobre et novembre 2019, il est sélectionné pour la Coupe du monde des moins de 17 ans au Brésil. Il joue tous les matchs de son équipe, la plupart en tant que titulaire et inscrit deux buts. Il est titulaire lors de la finale de la compétition où les Mexicains perdent face au Brésil (1-2).

## Palmarès
Mexique -17 ans
- Championnat de la CONCACAF des moins de 17 ans
  - Vainqueur en 2019.
- Coupe du monde des moins de 17 ans
  - Finaliste en 2019.